# François Gravel
Pour les articles homonymes, voir Gravel.
François Gravel, né à Montréal le 4 octobre 1951, est un écrivain québécois.

## Biographie
François Gravel étudie l'économie à l'Université du Québec à Montréal, matière qu'il enseigne au Cégep Saint-Jean-sur-Richelieu jusqu'en 2006.
Il se lance dans l'écriture au milieu des années 1980. Ses romans sont des tentatives de décrire la réalité quotidienne avec lucidité, tout en lui instillant une part de rêve et de nostalgie. Les sentiments, bons ou mauvais, s'expriment librement dans une écriture sans prétention, parfois teintée d'humour. « François Gravel travaille ses textes avec énormément de discipline et de rigueur. Son style est sans prétention, direct et simple. » Il écrit aussi bien pour les adultes que pour les enfants. L’adolescence et le retour dans le passé marquent la plupart des romans de François Gravel. Sa source d'inspiration principale est l'enfance, surtout son enfance propre à lui. Ses romans ont des formes narratives diverses: journal, lettres, mémoire, récit autobiographique, etc.
En trente-trois ans de carrière d'écrivain, il a publié plus d’une centaine de livres jeunesse, dont une quinzaine ont été traduits en plusieurs langues. Il a remporté une trentaine de prix et de mentions au fil des années dont Prix du livre M. Christie, Prix du Gouverneur général du Canada, Prix Alvine-Bélisle de l’ASTED, Prix TD de littérature canadienne pour l’enfance et la jeunesse...). Il est en couple avec l'auteure Michèle Marineau et est le père de l'auteure et illustratrice Élise Gravel.

## Œuvre

### Romans
- La Note de passage, Montréal, Boréal express, 1985 ; réédition, Saint-Laurent, Éditions BQ, 1993
- Benito, Montréal, Éditions Boréal, 1987 ; réédition 1995
- Effet Summerhill, Montréal, Éditions Boréal, 1988
- Bonheur fou, Montréal, Éditions Boréal, 1989
- Les Black Stones vous reviendront dans quelques instants, Montréal, Éditions Québec/Amérique, 1991
- Ostende, Montréal, Éditions Québec/Amérique, 1994
- Miss Septembre, Montréal, Éditions Québec/Amérique, 1996, aussi publié aux Éditions du Club Québec Loisirs, 1996
- Vingt et un tableaux (et quelques craies) , Montréal, Éditions Québec/Amérique, 1998
- Fillion et frères, Montréal, Éditions Québec/Amérique, 2000
- Je ne comprends pas tout, Montréal, Éditions Québec/Amérique, 2002
- Adieu, Betty Crocker, Montréal, Éditions Québec/Amérique, 2003
- Mélamine Blues, Montréal, Éditions Québec/Amérique, 2005
- Vous êtes ici, Montréal, Éditions Québec/Amérique, 2007
- Voyeurs, s'abstenir, Montréal, Éditions Québec/Amérique, 2009
- La cagoule, Éditions Québec/Amérique, 2009
- À deux pas de chez elle: La première enquête de Chloé Perreault, Montréal, Éditions Québec/Amérique, 2011
- Toute une vie sur les bancs d’école, Hors collection, Éditions Québec/Amérique, 2016
- Idées noires, Hors collection, Éditions Québec/Amérique, 2017
- La petite fille en haut de l’escalier, Hors collection, Éditions Québec/Amérique, 2018
- Comment je suis devenu cannibale, Éditions Québec/Amérique, 2018
- À vos ordres, colonel Parkinson!, Éditions Québec/Amérique, 2019
- Le deuxième verre, Éditions Druide, 2022

### Romans de littérature d'enfance et de jeunesse

#### SérieKlonk
Illustrations de Pierre Pratt. Pour les 8-10 ans
1. Klonk, Boucherville, Éditions Québec/Amérique, 1993 ; Paris, Éditions Hachette jeunesse, 1997
2. Lance et Klonk, Boucherville, Éditions Québec/Amérique, 1994
3. Le Cercueil de Klonk, Boucherville, Éditions Québec/Amérique, 1995
4. Un amour de Klonk, Boucherville, Éditions Québec/Amérique, 1995
5. Le Cauchemar de Klonk, Montréal, Éditions Québec/Amérique, 1997
6. Klonk et le Beatle mouillé, Montréal, Éditions Québec/Amérique, 1997
7. Klonk et le Treize noir, Montréal, Éditions Québec/Amérique, 1999
8. Klonk et la Queue du scorpion, Montréal, Éditions Québec/Amérique, 2000
9. Coca-Klonk, Éditions Québec/Amérique, 2001
10. La Racine carrée de Klonk, Éditions Québec/Amérique, 2002
11. Le Testament de Klonk, Éditions Québec/Amérique, 2003
12. Klonk contre Klonk, Éditions Québec/Amérique, 2004

#### SérieDavid
Illustrations de Pierre Pratt. Pour les 6-8 ans.
1. David et le Fantôme, Éditions Dominique et Compagnie, 2000
2. David et le Précipice, Éditions Dominique et Compagnie, 2001
3. David et les Monstres de la forêt, Éditions Dominique et Compagnie, 2001
4. David et la Maison de la sorcière, Éditions Dominique et Compagnie, 2002
5. David et l'Orage, Éditions Dominique et Compagnie, 2003
6. David et les Crabes noirs, Éditions Dominique et Compagnie, 2004
7. David et le Salon funéraire, Éditions Dominique et Compagnie, 2005
8. David et la Bête, Éditions Dominique et Compagnie, 2007
9. David et Léa, Éditions Dominique et Compagnie, 2008

#### Autres romans pour la jeunesse
- Corneilles, Montréal, Éditions Boréal, 1989
- Zamboni, Montréal, Éditions Boréal, 1990
- Deux heures et demie avant Jasmine, Montréal, Éditions Boréal, 1991
- Granulite, Montréal, Éditions Québec/Amérique, 1992 (pour les 8 ans et plus)
- Guillaume, Boucherville, Éditions Québec/Amérique, 1995. Prix St-Exupéry - Valeur Jeunesse «Francophonie» 1996 (pour les 10-13 ans)
- Le Match des étoiles, Montréal, Éditions Québec/Amérique, 1996. Prix Livromagie - catégorie 9 à 12 ans 1997-1998 (pour les 10-13 ans)
- Kate, quelque part, Montréal, Titan +, Québec Amérique
- L'Été de la moustache, Éditions Les 400 coups, 2000.
- La Piste sauvage Montréal, Éditions Québec/Amérique, 2002 (pour les 12 à 17 ans)
- L'Araignée sauvage, Montréal, Québec/Amérique Jeunesse, 2004
- Sekhmet, la déesse sauvage, Montréal,Québec/Amérique Jeunesse, 2005
- Sacrilège, Montréal, Québec/Amérique Jeunesse, 2006
- Les Horloges de M. Svonok, Montréal, Québec/Amérique Jeunesse, 2007
- Sales Crapauds, Montréal, Québec/Amérique Jeunesse, 2007
- Sauvage, Montréal, Québec/Amérique jeunesse, 2010 (volume omnibus regroupant six titres jeunesse parus antérieurement)
- Du soccer extrême !, Québec, FouLire, 2010
- Ça, c'est du baseball, Québec, FouLire, 2010
- Ok pour le hockey !, Québec, FouLire, 2011
- Il pleut des records, Québec, FouLire, 2011
- Silence, on zappe !, Québec, FouLire, 2012
- Schlick, Québec, FouLire, 2012
- Hò, Montréal, Québec/Amérique Jeunesse, 2012
- À nous deux, Barbe-Mauve !, Québec, FouLire, 2012
- Hollywood, nous voici, Québec, FouLire, 2013
- La famille de Muso, Éditions FouLire, 2017

### Poésie jeunesse
- Branchez-vous ! Et autres poèmes biscornus, illustrations de Laurent Pinabel, les 400 coups, 2019  (ISBN 978-2-89540-779-9)
- La Langue au chat et autres poèmes pas bêtes, illustrations de Laurent Pinabel, les 400 coups, 2020  (ISBN 978-2-89540-916-8)

## Prix et distinctions
- 1991 - Prix du livre M. Christie, Zamboni
- 1994 - Prix Alvine-Bélisle, Klonk
- 1997 - Palmarès Communication-Jeunesse des livres préférés des jeunes
- 2002 : (international) « Honour List »[7] de l' IBBY pour David et le fantôme
- 2004: Finaliste, Prix littéraire des collégiens pour Adieu, Betty Crocker[8]
- 2005 - Palmarès Communication-Jeunesse des livres préférés des jeunes
- 2006 - Prix TD de littérature canadienne pour l’enfance et la jeunesse, David et le salon funéraire
- 2019 : Prix Lux Illustration[9], catégorie Édition, pour Branchez-vous ! Et autres poèmes biscornus, illustrations de Laurent Pinabel
- 2021 : 
  - Communication Arts Awards : Award of Excellence[10] pour La langue au chat et autres poèmes pas bêtes, illustrations de Laurent Pinabel
  - Finaliste Prix du Gouverneur général : littérature jeunesse de langue française - illustration[11] pour La langue au chat et autres poèmes pas bêtes, illustrations de Laurent Pinabel
  - Finaliste Prix Hervé-Foulon[12] du livre oublié pour son roman Miss Septembre , initialement paru en 1996.